# Brachydesmus insculptus
Brachydesmus insculptus är en mångfotingart som beskrevs av Pocock 1892. Brachydesmus insculptus ingår i släktet Brachydesmus och familjen plattdubbelfotingar. Inga underarter finns listade i Catalogue of Life.